# 李健吾
李健吾（1906年8月17日—1982年11月24日），笔名刘西渭，男，山西运城人，中国近现代作家、戏剧家、翻译家、文学批评家。

## 生平
李健吾生于山西省运城县。父亲李鸣凤曾担任山西省革命军首领，民国建立后任第十九混成旅旅长。袁世凯称帝失败后，李鸣凤到北洋政府陆军部任职，李健吾也来到北京，在师大附小上学。不久，李健吾的父亲被关系不好的阎锡山第二次逮捕。1919年出狱后被陈树藩属下杀害，当时李健吾年仅十三岁。李健吾在附小时就开始演戏，不久和师大学生合作，扮演陈大悲的《幽兰女士》之类戏中的女角，结识了熊佛西。
1921年考入师大附中之后，李健吾就开始文学创作，尝试了独幕剧、短篇小说、新诗、散文等体彩，有的刊载在《晨报》的文学副刊上，受到编辑王统照的注意，两人成为忘年交。1925年行将毕业的李健吾因组织反对教育总长马君武的活动，被关押在国务院。1925年，李健吾考入清华大学中文系，但任教的朱自清认识李健吾，建议他改读西洋文学系。在清华的几年间，李健吾深受肋膜炎和肺结核之苦，只能休养，还曾写过几个中篇和一部长篇小说。毕业后的李健吾担任系主任王文显的助教。
1930年阎锡山下野，1931年李健吾得以回乡埋葬父母。得到一些资助后，他赴巴黎大学研究居斯塔夫·福楼拜等现实主义作家和作品。其后两年还常在国内刊物上发表文章，反对内战，主张团结抗日。1933年回国，完成了《福楼拜评传》。受时任暨南大学文学院院长的郑振铎邀请，李健吾到暨南大学教书，但不就辞职，之后住在真如，结识了周煦良和张天翼等先生。
抗日战争爆发后，李健吾搬到法租界居住，常到郑振铎家作客，结识了阿英和夏衍。李健吾一面写书评，对叶紫、小军、艾芜等青年作家的作品进行评论，一面也写戏剧、短篇小说和散文，是当时“孤岛话剧”的一员。在创作的同时，李健吾还一直埋头翻译福楼拜的小说，福楼拜的主要著作中只有《萨朗波》一篇没有译完。他还翻译过莫里哀的喜剧。